# パラプゾシア・セッペンラデンシス
パラプゾシア・セッペンラデンシス（学名：Parapuzosia seppenradensis）は、現在知られている中で最大のアンモナイトの種。本種は、現在のドイツヴェストファーレンの、後期白亜紀前期カンパニアンの海洋生態系に生息していた。1895年にドイツのリューディングハウゼン近郊のゼッペンラーデで発見された標本は、住房が不完全であるにもかかわらず、直径が1.8メートルもあった。
本種の化石は、ドイツのミュンスターにあるヴェストファーレン自然史博物館の玄関ホールに展示されている。この標本は、完全な状態であれば直径がおよそ2.55m、あるいは3.5mあったと推定されている。しかし、2021年の研究では、最大の標本の直径は約2mと推定された。セッペンラデンシスの体重は1455kgと推定されており、そのうち殻の体重は705kgを占める。